# Веретея (Некоузский район)
Веретея — село в Некоузском районе Ярославской области России. 
В рамках организации местного самоуправления входит в Веретейское сельское поселение, в рамках административно-территориального устройства — в Веретейский сельский округ.

## География
Расположено недалеко от левобережья Волги (Рыбинское водохранилище), в 114 км к северо-западу от Ярославля и в 25 км к северу от райцентра, села Новый Некоуз.

## Население
| 1859 | 2002 | 2007 | 2010 |
| ---- | ---- | ---- | ---- |
| 208  | ↗212 | ↘156 | ↗183 |

Согласно результатам переписи 2002 года, в национальной структуре населения русские составляли 97 % из 212 жителей.

## Достопримечательности
В селе расположены две церкви: Покрова Пресвятой Богородицы (не ранее 1792 года) и Илии Пророка (1809 года).

## Галерея

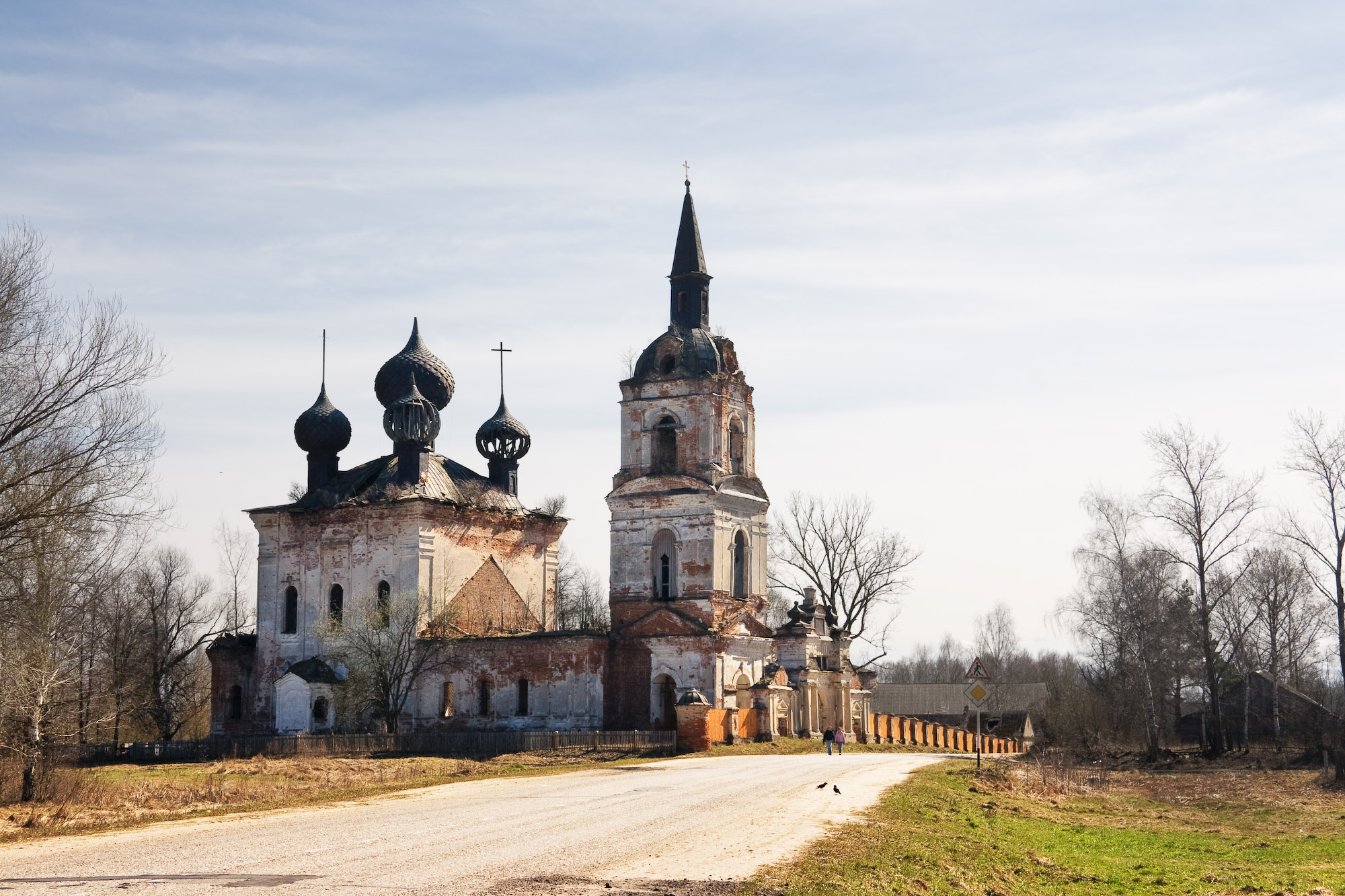
Покровская церковь в Веретее
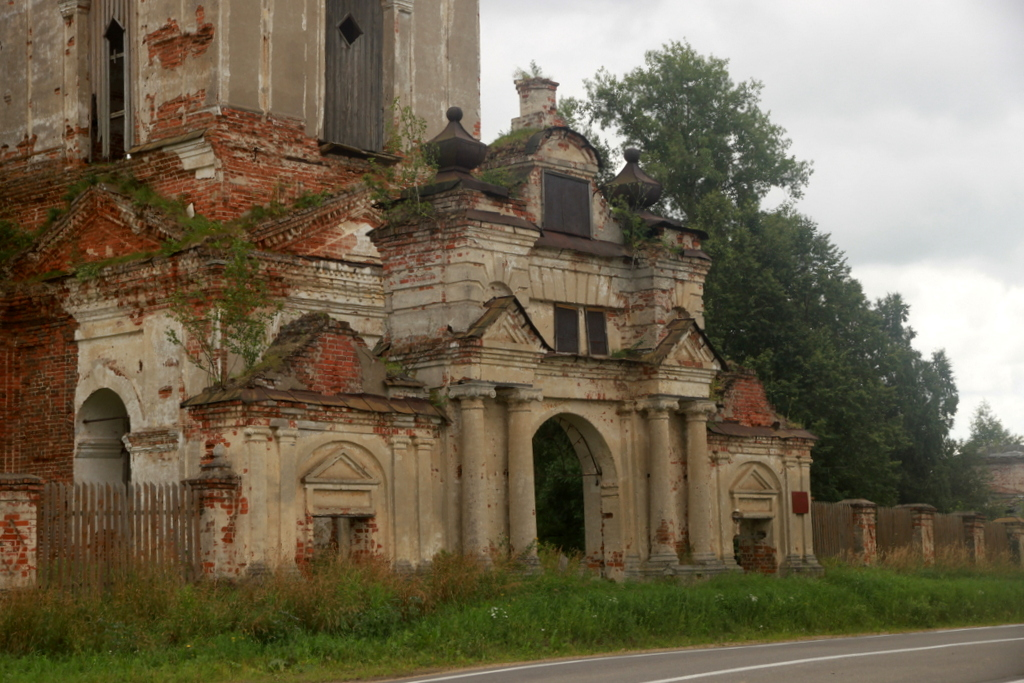
Святые ворота Покровской церкви в Веретее
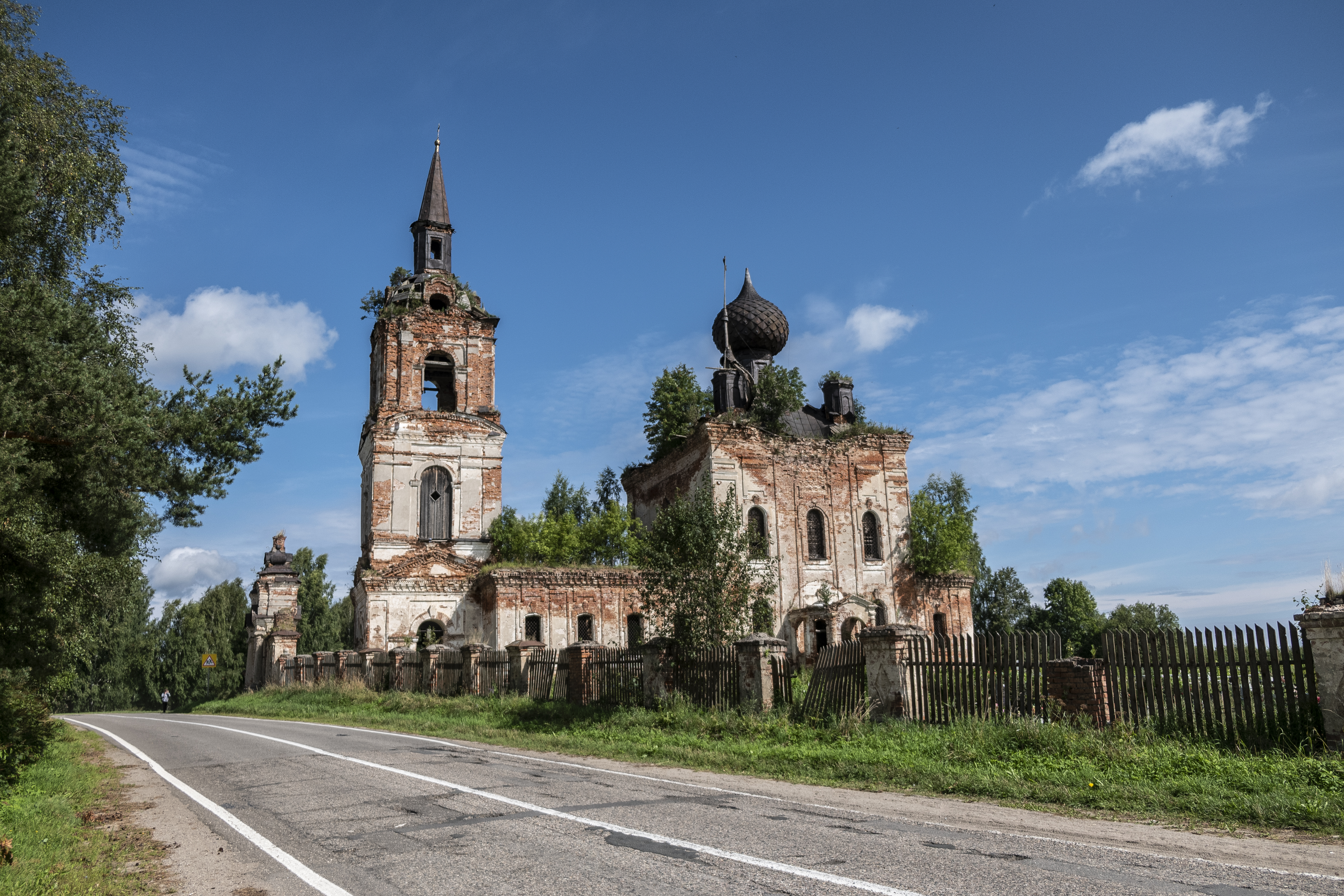
Церковь Покрова. Вид с дороги
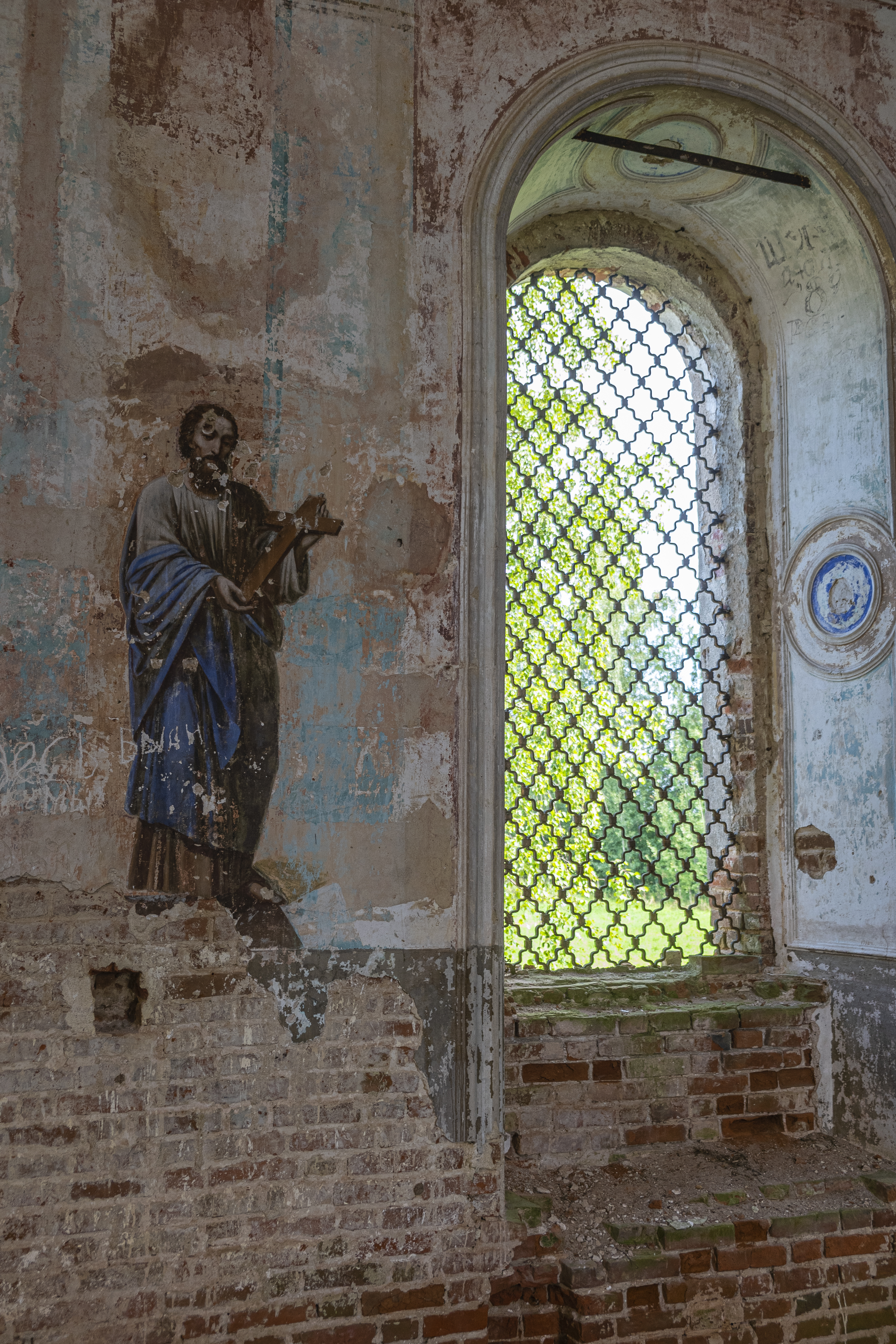
Церковь Покрова. Фреска у окна
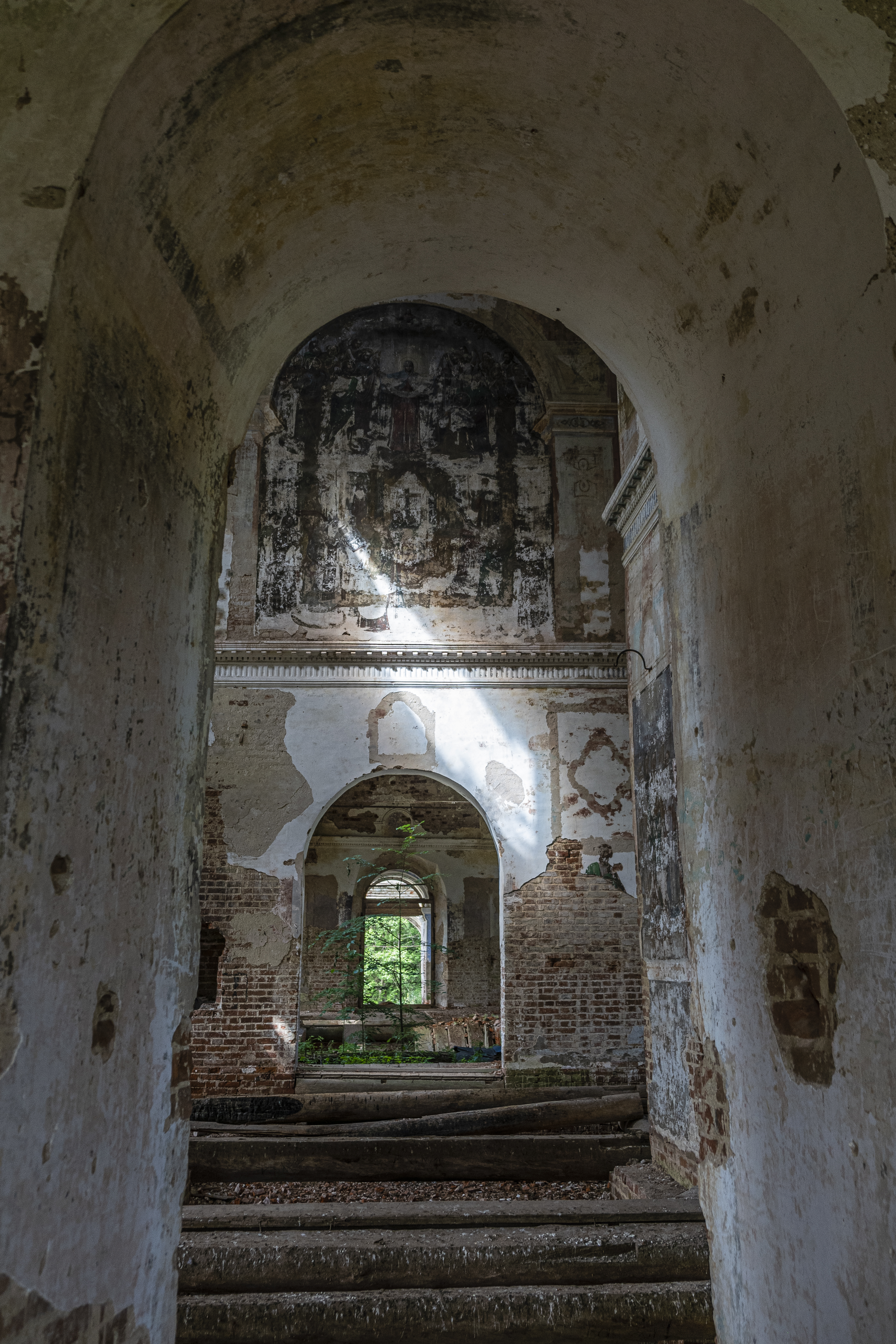
Церковь Покрова. Внутренний интерьер